# Variations et fugue sur un thème de W. A. Mozart

Les Variations et fugue sur un thème de Mozart opus 132 est un cycle orchestral de huit variations de Max Reger composé en 1914. Le compositeur a dirigé la première de l'œuvre à Berlin le 5 février 1915. Il a écrit plus tard une version pour deux pianos, Op. 132a.

## Description
Le thème est celui du premier mouvement andante grazioso de la sonate pour piano en la majeur K.331/300i de Wolfgang Amadeus Mozart, et est d'abord présenté par le hautbois et deux clarinettes avant d'être repris par les cordes.  La seconde partie apparaît également chez le hautbois et les clarinettes accompagnés dans l'aigu par les cordes, puis est répétée par la section des cordes. Huit variations suivent; la neuvième est une fugue, dans laquelle le sujet apparaît d'abord chez les premiers violons avant la réponse des seconds violons huit mesures plus loin. La pièce se conclut par un final, avec le thème fortement soutenu par les trompettes.

## Structure
1. Thème: Andante grazioso
2. L'istesso tempo, quasi un poco più lento
3. Poco agitato
4. Con moto
5. Vivace
6. Quasi presto
7. Sostenuto (quasi adagietto)
8. Andante grazioso
9. Molto sostenuto

- Durée d'exécution: trente trois minutes.

## Instrumentation
- un piccolo, deux flûtes, deux hautbois, deux clarinettes, deux bassons, quatre cors, deux trompettes, timbales, harpe, cordes.